# Avon (Connecticut)
Avon (walisisch für Fluss) ist eine Stadt im Hartford County im US-Bundesstaat Connecticut. Das U.S. Census Bureau hat bei der Volkszählung 2020 eine Einwohnerzahl von 18.932 ermittelt.

## Geschichte
Die Gegend wurde bereits 1645 durch einige Familien besiedelt. Damals war es noch ein Teil von Farmington im Valley of Tunxis. 1830 wurde Avon zur Stadt.
| Jahr | Einwohner |
| ---- | --------- |
| 1830 | 1025      |
| 1840 | 1001      |
| 1850 | 0995      |
| 1860 | 1059      |
| 1870 | 0987      |

| Jahr | Einwohner |
| ---- | --------- |
| 1880 | 1.057     |
| 1890 | 1.182     |
| 1900 | 1.302     |
| 1910 | 1.337     |
| 1920 | 1.534     |

| Jahr | Einwohner |
| ---- | --------- |
| 1930 | 1.738     |
| 1940 | 2.258     |
| 1950 | 3.171     |
| 1960 | 5.273     |
| 1970 | 8.352     |

| Jahr | Einwohner |
| ---- | --------- |
| 1980 | 11.201    |
| 1990 | 13.937    |
| 2000 | 15.832    |
| 2010 | 18.098    |
| 2020 | 18.932    |

## Wirtschaft und Infrastruktur

### Wirtschaft
In Avon befindet sich seit 2011 eine Produktionsstätte der deutschen Firma ORAFOL. Der US-amerikanische Ableger firmiert unter dem Namen ORAFOL Americas Inc.

### Schulen
- Pine Grove Elementary School
- Roaring Brook Elementary School
- Thompson Brook 5/6 Elementary School
- Avon Middle School
- Avon High School
- Avon Old Farms
- Talcott Mountain School

## Museen
- Avon History Room
- Living Museum
- Pine Grove Schoolhouse
- First Governor’s House Guards and Stables